# ポーク・スクラッチング

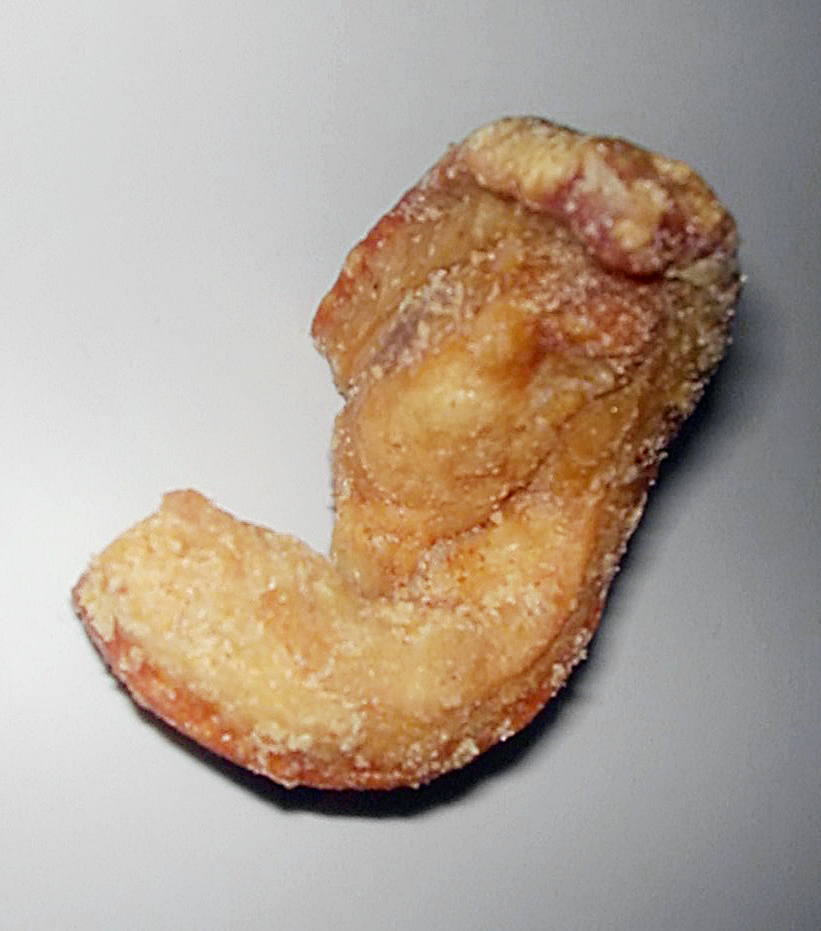
イギリスのポーク・スクラッチング

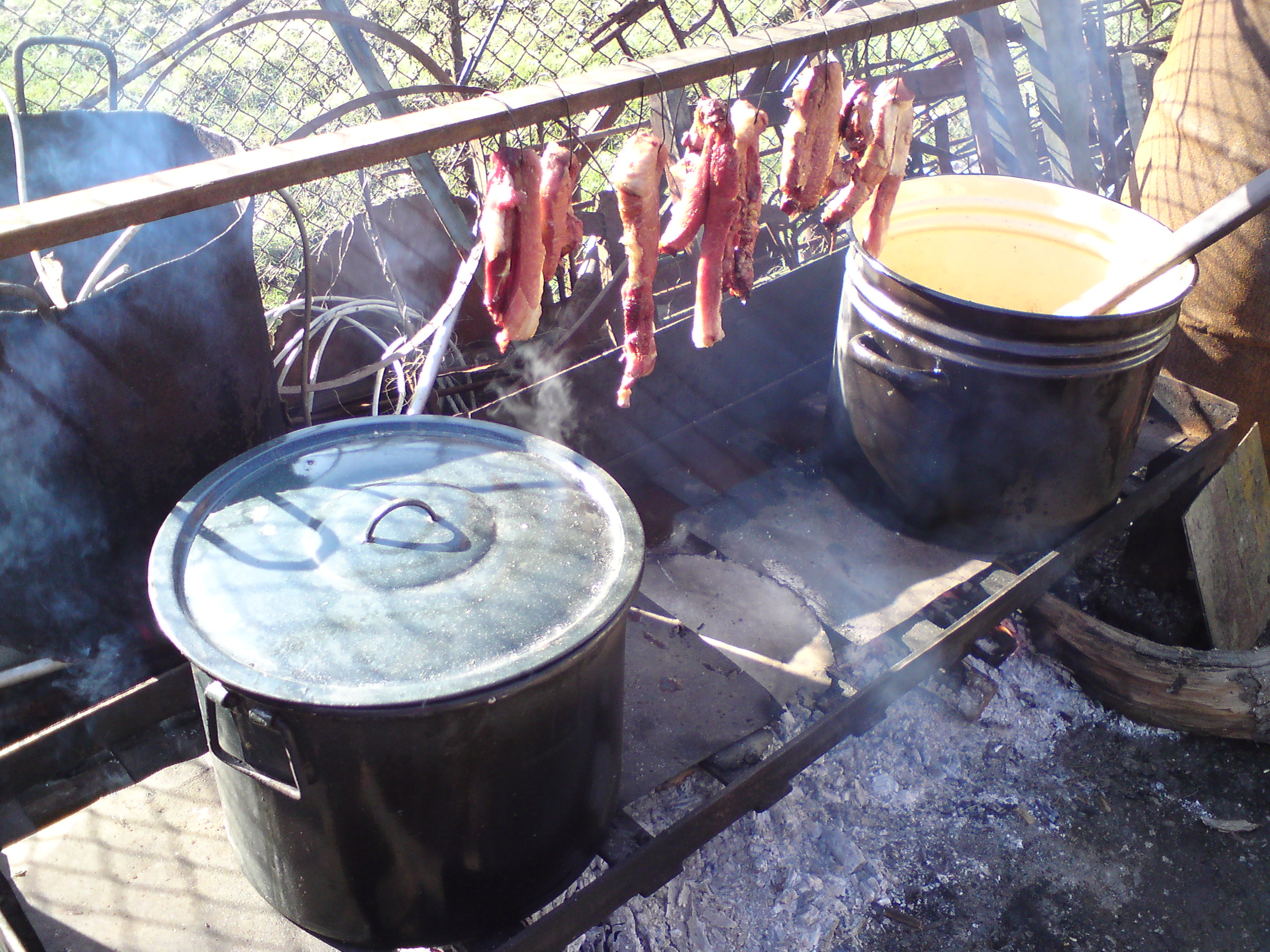
ポーク・スクラッチングの調理

ポーク・スクラッチング（英: pork scratching）、ポーク・クラックリング（英: pork crackling）もしくはアメリカ英語でポーク・ラインズ（米: pork rinds）とは、豚の皮を煎って脂肪分を取り除いた食品である。ローストポークの上皮部分もこのように呼ばれることがある。
イギリスのパブでフィッシュ・アンド・チップスなどと同様に提供される軽食として有名であるが、同様の食品はヨーロッパをはじめ北アメリカ・南アメリカ・アジアなどの古くから養豚の盛んな地域でスナックとして食されている。地域によっては、皮だけでなくその下の脂肪の層や赤身肉の層を含む場合がある。
ジョージ・H・W・ブッシュの好物としても知られる。

## 歴史
かつて調理用の動物性油を得る方法は多くなく、豚の脂身を加熱して液状化した豚脂を抽出することで得られるラードは重要な油脂の1つであった。このラードを作る際の副産物として、熱したラードで揚げられた豚皮が発生する。これを食用としたものがポーク・スクラッチングである。なお、植物性油が一般的に使われるようになったのは産業革命後である。
今日ではポーク・スクラッチングは冷蔵技術の発展と電子レンジの普及で簡単に作ることができるようになった。

## 類似の食品
沖縄県ではあぶらかす（方言ではあんだかしー）と呼ばれ、そのまま食べたりチャンプルーなどの料理に使ったりする。
タイ王国ではケップ・ムー（泰: แคบหฺมู）と呼び、前菜としたり、ソムタムに添えて食べる。
ラテンアメリカではチチャロン（chicharrón）と呼ばれ、そのまま食べるほか、カリブ海諸国ではモフォンゴに混ぜる。メキシコではエスカベチェにしたり、サルサで煮込んでタコスの具などにする。
富士宮やきそばに用いられる「肉かす」も同種の食品だが、表皮の取り除かれた背脂が用いられる場合が多い。

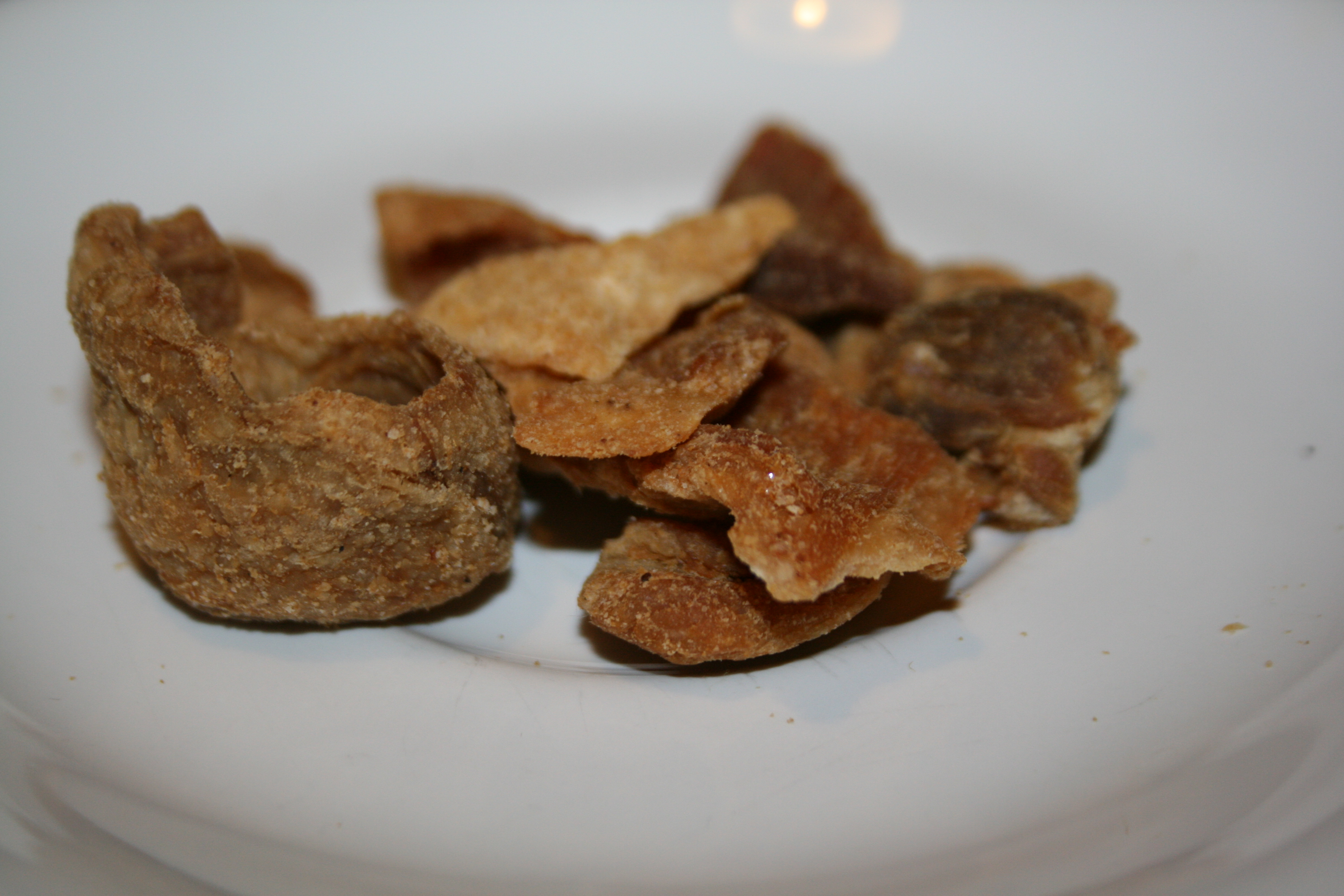
イタリアのチッチョーリ
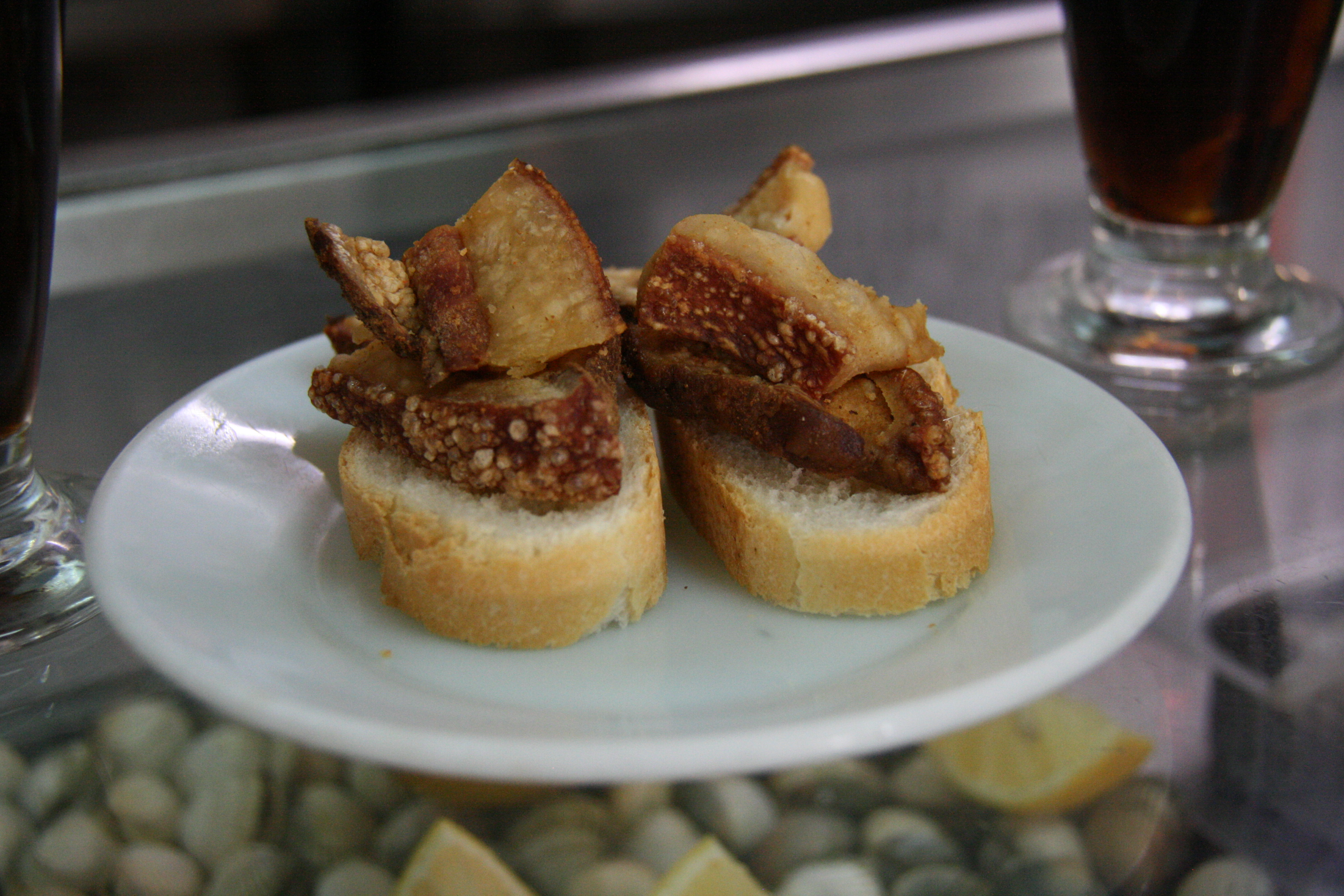
トレスノスのタパス（スペイン）
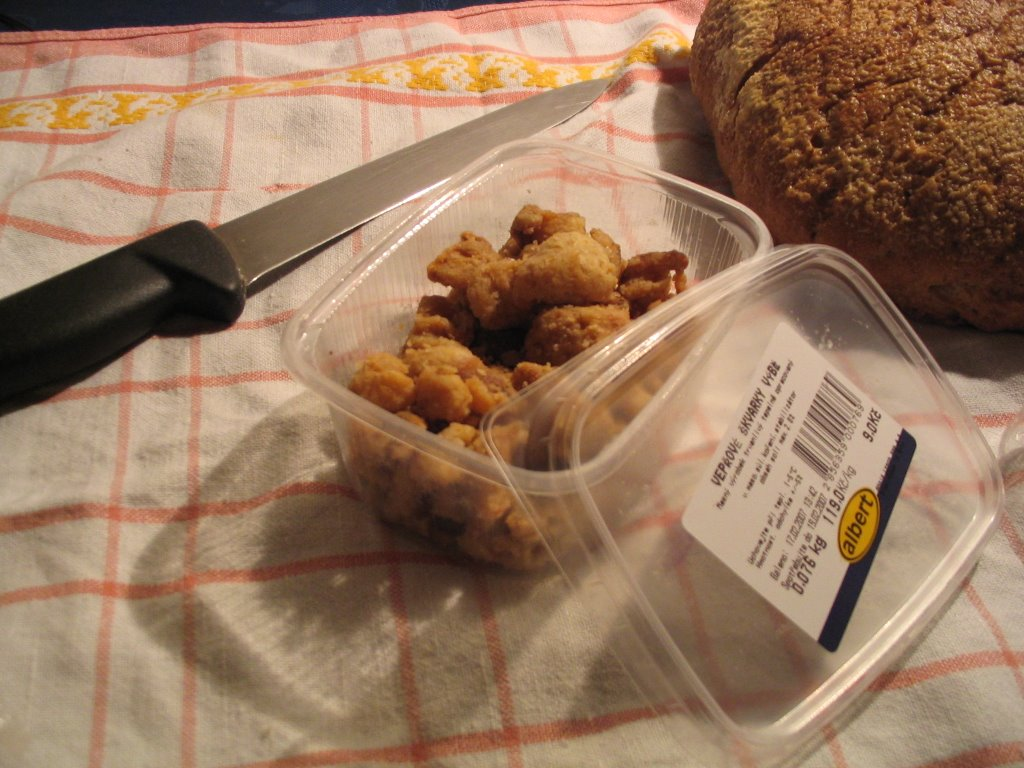
セルビアのチュヴァルツィ
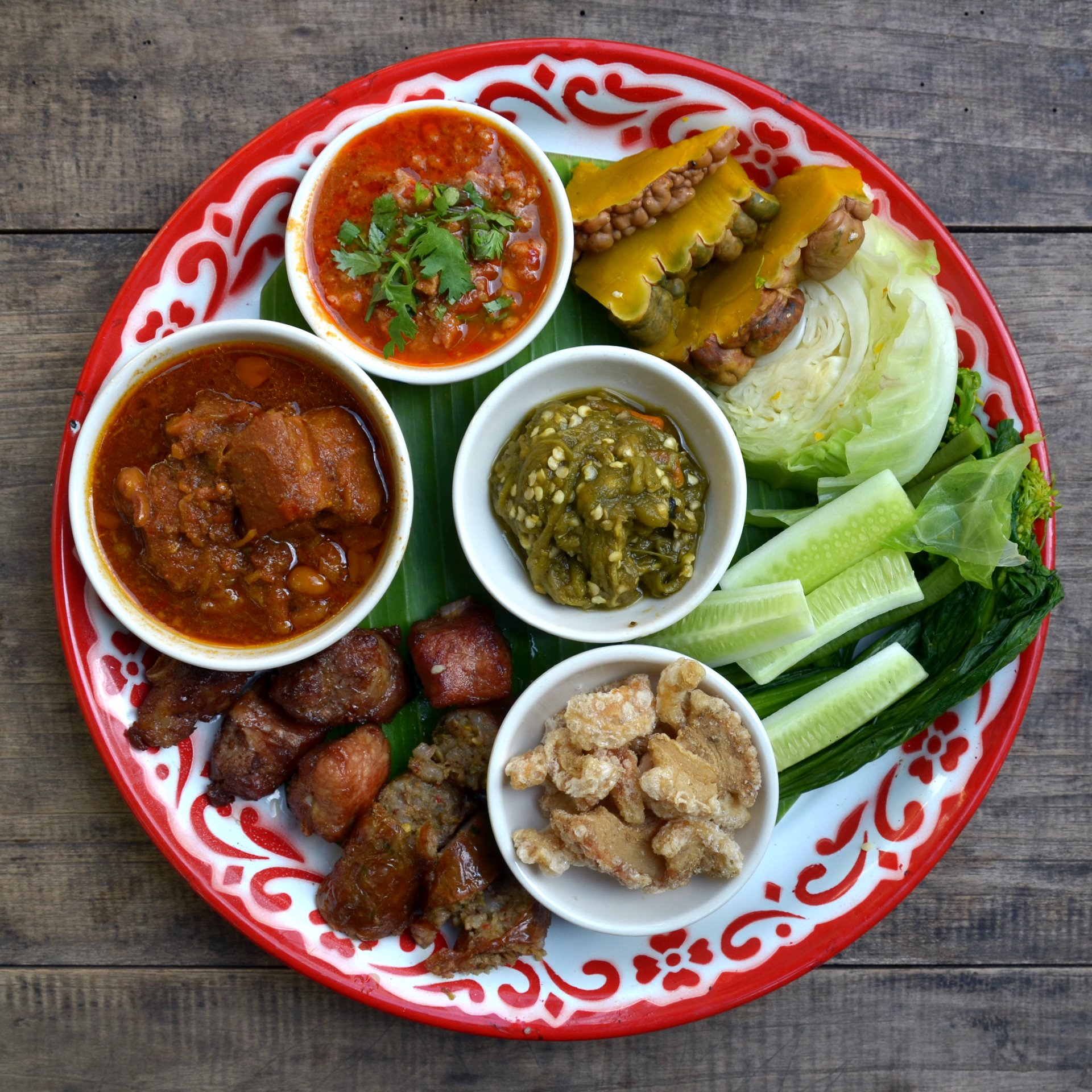
タイ王国チェンマイで食べられるラーンナー料理の前菜には豚皮の揚げ物、ケップ・ムー（下）が含まれる
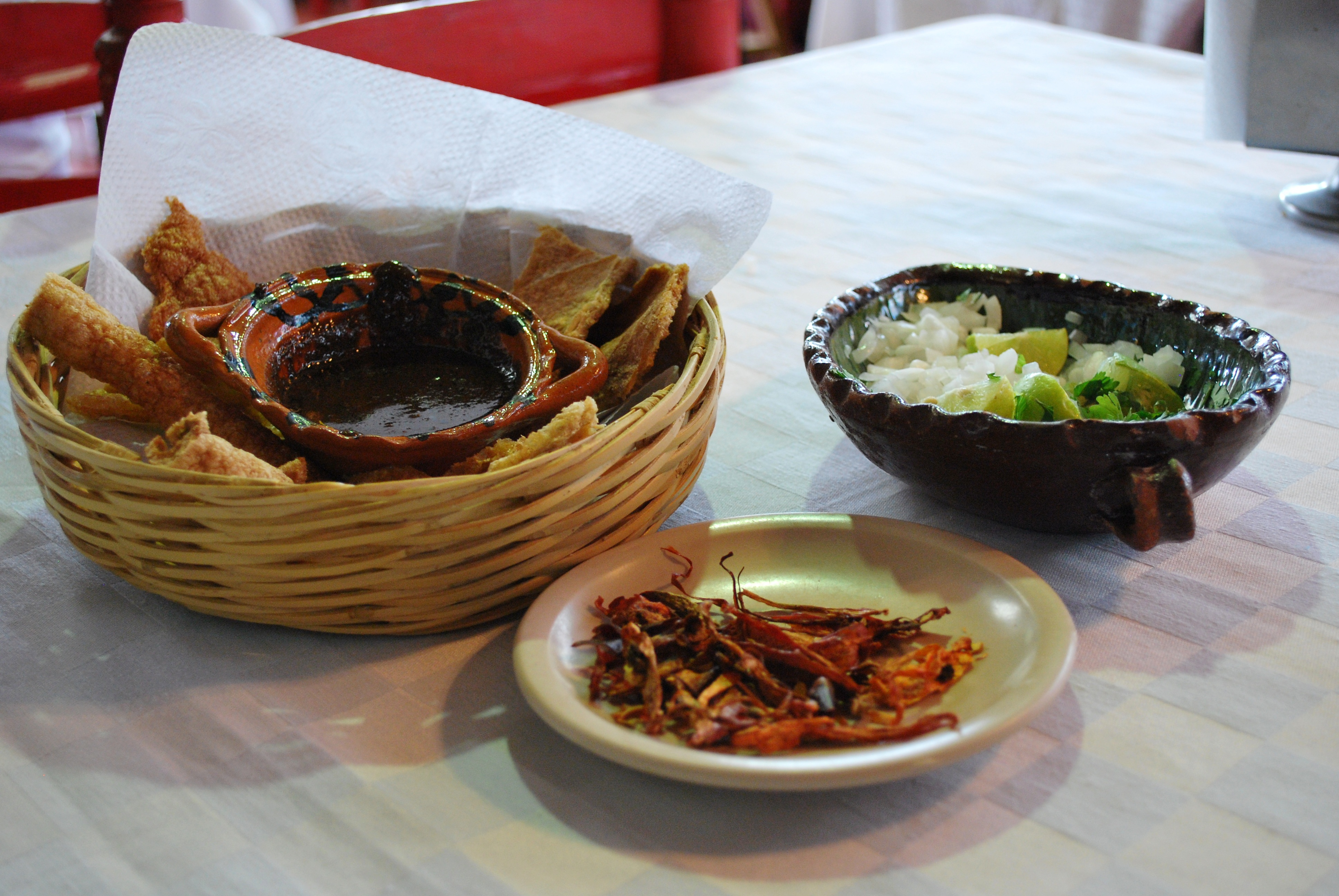
モーレとチチャロン（メキシコシティ）
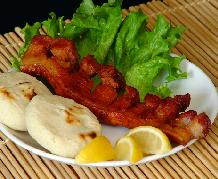
コロンビアのチチャロン
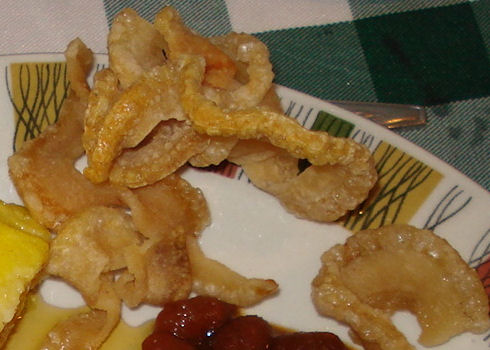
ケベック州のオレイユ・ド・クリス

## 調理
チェンマイ大学では、ポークスクラッチングの標準的な調理方法として、豚皮を食べやすい大きさの長方形に切り、醤油に漬け込んだ後、弱火にかけてラードを溶かした鍋に入れ、豚皮が膨んだら油を切ってしばらく寝かせ、今度は熱い油でカリッとキツネ色になるまで揚げ、再び油を切って熱を冷ますという手順を紹介している。